# John Wilson (kněz)
John Wilson (* 4. července 1968, Sheffield, South Yorkshire, Anglie) je britský římskokatolický kněz, který byl roku 2019 jmenován metropolitním arcibiskupem v Southwarku.